# Денієл Дюбуа
Де́нієл Дюбуа́ (англ. Daniel Dubois, 6 вересня 1997, Гринвіч, Лондон,) — британський професійний боксер, чемпіон світу за версією WBA (Regular) (2021—2023), «тимчасовий», а потім повноцінний чемпіон світу за версією IBF (2024—2025) у важкій вазі.
Має молодшу сестру Керолайн, яка теж займається боксом.

## Боксерська кар'єра
Денієл Дюбуа займався боксом з дев'яти років і мав надію потрапити на Олімпійські ігри 2020, але пристав на пропозицію промоутера Френка Воррена і у віці 19 років дебютував на професійному рингу у важкій вазі.
Впродовж 2017—2020 років здобув 15 перемог поспіль, з яких лише одна проти Кевіна Джонсона (США) не була достроковою. В цих боях завойовував титули чемпіона Європи за версією WBO, WBO Global, Великої Британії BBBofC British, Співдружності, WBC Silver та WBO International.

### Дюбуа проти Джойса
28 листопада 2020 року вийшов на бій за вакантний титул чемпіона Європи за версією EBU, а також за титул WBC Silver (1-й захист Дюбуа), WBO International (3-й захист Дюбуа), чемпіона Британської Співдружності (1-й захист Дюбуа) та чемпіона Великої Британії (1-й захист Дюбуа) проти співвітчизника Джо Джойса. І Дюбуа, і Джойс ще не мали поразок у своїй кар'єрі. Дюбуа з першого раунду намагався прикластися потужним ударом до голови Джойса, але не влучав. Натомість Джо раз пораз діставав суперника джебом, і вже в шостому раунді ліве око Денієла майже закрилося. В десятому раунді після чергового влучання Джойса Дюбуа взяв коліно і відмовився від продовження поєдинку, зазнавши першої поразки технічним нокаутом. Дюбуа програв, хоча на момент зупинки бою лідирував за очками у двох суддів, а третій віддав перевагу Джойсу.
5 червня 2021 року в бою проти румуна Богдана Діну нокаутом в другому раунді завоював вакантний титул «тимчасового» чемпіона WBA. 11 червня 2022 року нокаутом у четвертому раунді здобув перемогу над Тревором Браяном (США) і завоював титул чемпіона світу WBA (Regular), ставши обов'язковим претендентом для об'єднаного чемпіона світу Олександра Усика (Україна).

### Дюбуа проти Лерени
3 грудня 2022 року Дюбуа змагався з Кевіном Лереною (28-1) з ПАР. Для Денієла це був перший захист титулу регулярного чемпіона світу за версією WBA.
Вже у першому раунді Лерена тричі відправляв Дюбуа в нокдаун, але рефері поєдинок не зупиняв. У третьому раунді Дюбуа потужним ударом правої руки збив Лерену з ніг, а на останніх секундах раунду повторив це вдруге. Після цього рефері зупинив бій і не дав змоги претенденту відновитися — Денієл здобув перемогу технічним нокаутом. Одразу після бою промоутер Лерени, заявив, що подасть позов до WBA через дії рефері, які він назвав упередженими. За його словами, рефері дозволив Дюбуа вирішальний удар, коли вже пролунав сигнал про закінчення раунду.

### Дюбуа проти Усика
26 серпня 2023 року відбувся бій між чемпіоном WBA (Super), WBO, IBF, IBO, The Ring у важкій вазі Олександром Усиком (Україна) і Денієлом Дюбуа. Бій завершився технічним нокаутом Дюбуа у дев'ятому раунді. Не оскаржуючи зупинку бою рефері у дев'ятому раунді, Дюбуа висловив незгоду з рішенням рефері визнати його удар у п'ятому раунді, після якого чемпіон опинився на канвасі, завданим із порушенням правил. Його промоутер Френк Воррен повідомив, що подасть апеляцію і вимагатиме реваншу з Усиком.

### Дюбуа проти Хрговича
Провівши після поразки від Усика один переможний бій, 1 червня 2024 року вийшов на бій за вакантний титул «тимчасового» чемпіона за версією IBF у важкій вазі проти непереможного Філіпа Хрговича (Хорватія). З перших хвилин поєдинок складався на користь хорвата, який був точнішим в атаках. Але після екватору бою британець перехопив ініціативу, завдаючи удар за ударом. У восьмому раунді рефері, зважаючи на стан Хрговича і порадившись з лікарем, зупинив бій, зафіксувавши перемогу Дюбуа технічним нокаутом.
26 червня 2024 року після відмови Олександра Усика від титулу чемпіона IBF був підвищений до повноцінного титулу.

### Дюбуа проти Джошуа
21 вересня 2024 року провів перший захист звання чемпіона. В бою проти ексчемпіона світу Ентоні Джошуа з перших же хвилин пішов в атаку і вже в першому раунді надіслав суперника в нокдаун. З відчутною перевагою діючого чемпіона проходили і наступні раунди. В п'ятому раунді в атаці Джошуа Дюбуа завдав зустрічного удару, після якого Джошуа впав, довго не приходячи до тями.
В черговому захисті 22 лютого 2025 року мав зустрітися в бою з ексчемпіоном світу новозеландцем Джозефом Паркером, але за два дні до бою змушений був знятися через проблеми зі здоров'ям.

### Дюбуа проти Усика II
Другий поєдинок між Дюбуа та Усиком відбувся 19 липня 2025 року і, розпочавшись без всякої розвідки, завершився перемогою українця нокаутом в п'ятому раунді.